# 松井佑介
松井 佑介（まつい ゆうすけ、1987年7月10日 - ）は、大阪府大阪市平野区出身の元プロ野球選手（外野手）、コーチ。右投右打。

## 経歴

### プロ入り前
小3からソフトボールを始め、三塁手兼投手だった。中学時代は大阪平野富士ボーイズに所属。主にサードを守っていた。
大商大堺高校では、1年夏からベンチ入りし、秋からレギュラー。高校3年次の夏の決勝戦では、先発投手として辻内崇伸、平田良介、中田翔擁する大阪桐蔭に敗れ甲子園出場はならなかった。投手としても143km/hの球を投げていた。
大学は東京農業大学に進み1年春よりレギュラーとして出場。強打・俊足・強肩の外野手として東都二部で通算98試合.310、104安打、20本塁打、63打点。大学の同級生にELLYと安藤龍、1学年上に鈴江彬、2学年下に吉原正平、3学年下に髙木伴がいる。
2009年のドラフト会議で中日から4位指名を受け入団。背番号は56。同期入団で同姓の松井雅人がいるためスコアボード等の表記は「松井佑」と表記された。

### 中日時代

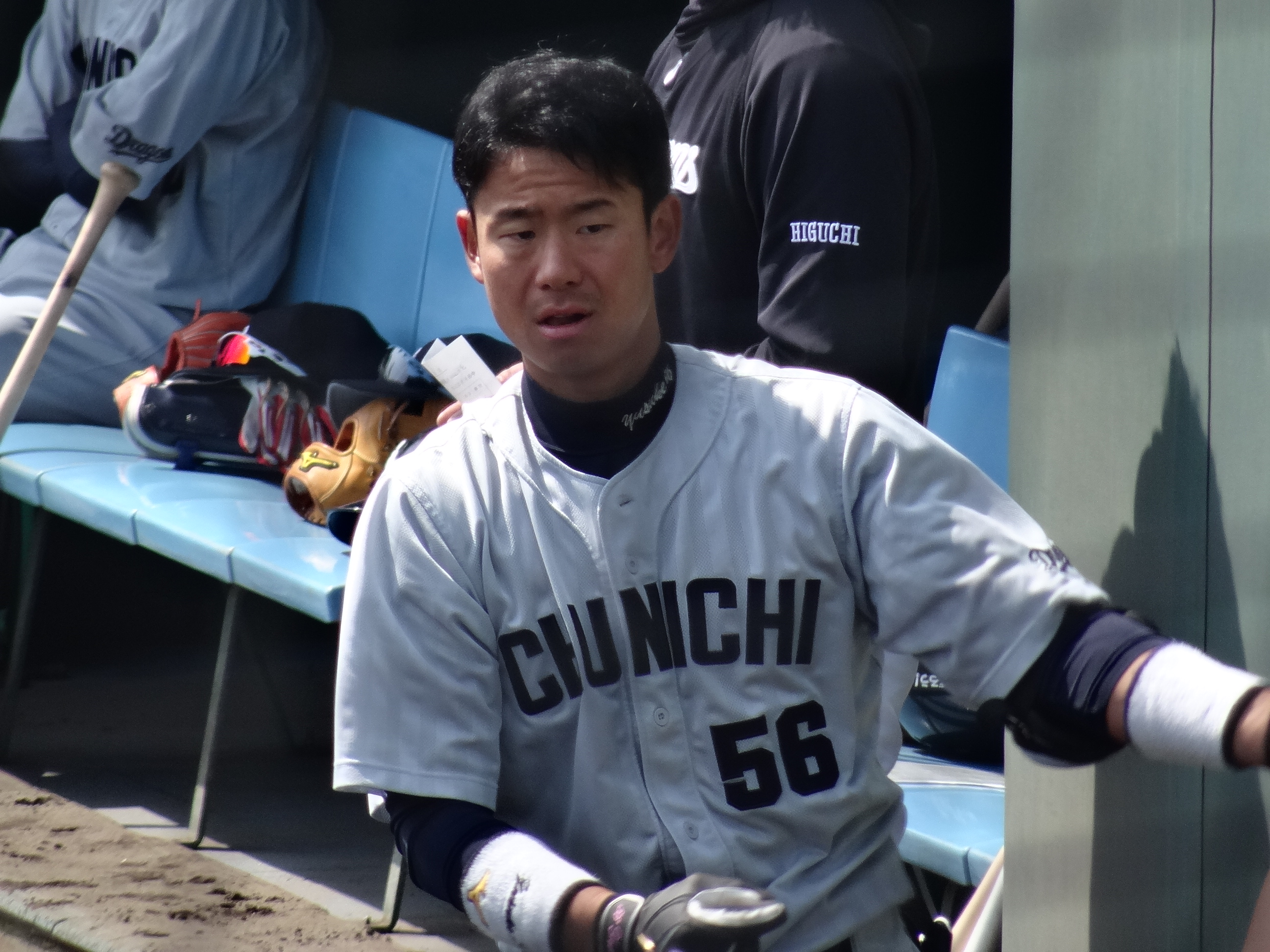
中日時代
（2015年3月22日 阪神鳴尾浜球場にて）

2010年、新人ながら開幕一軍入りを果たす。3月27日の広島東洋カープ戦で、プロ初安打を放った。
2011年、ウエスタン・リーグ3、4月度月間MVPを受賞するなど好成績を残していたが、4月26日のオリックス・バファローズ戦で死球を受け右手首尺骨を骨折した。復帰後の9月18日に一軍昇格を果たしたが8打数1安打と結果を残せず、9月28日に出場選手登録を抹消された。
2012年、打撃を買われ、夏以降に一軍での出場が多くなる。8月2日の読売ジャイアンツ（東京ドーム）戦で、杉内俊哉からプロ初本塁打を放った。
2013年、初めて開幕戦に「7番・右翼手」で先発出場を果たす。4月19日の横浜DeNAベイスターズ戦で遊ゴロを打った際の違和感で途中交代、同月20日に左腹斜筋挫傷と診断され、出場選手登録を抹消された。
2014年は52試合に出場した。
2015年は打撃不振で30試合の出場に留まり、2016年も14試合の出場に終わった。
2017年は、シーズン中盤に出場選手登録されると、打撃好調を買われ、クリーンアップで先発出場することもしばしばあった。9月19日の巨人戦では吉川光夫からソロ本塁打、田原誠次から満塁本塁打を放ち、自身初となる2打席連続本塁打を記録した。その後は15打席安打が出なかったが、10月1日の東京ヤクルトスワローズ戦でジョシュ・ルーキーから決勝3点本塁打を放った。シーズン全体では平田良介のケガによる離脱もあって、自己最高の56試合に出場し4本塁打・18打点を記録するなどキャリアハイの成績を残した。
2018年は17試合の出場に留まった。

### オリックス時代
2019年6月30日、武田健吾、松葉貴大との交換トレードで松井雅人と共にオリックス・バファローズに移籍した。背番号は武田が着用していた、中日時代と同じ56。移籍後は7月に7試合に出場して以降一軍での出番はなかった。7月20日の対福岡ソフトバンクホークス戦（福岡 ヤフオク!ドーム）で二保旭から移籍初本塁打を打ったが、この試合の初回に本塁打を打ったスティーブン・モヤ（松井らと同日に中日から金銭トレードで移籍していた）とのアベック本塁打となった。
2020年、11月4日に球団から戦力外通告を受け、現役引退。

### 現役引退後
12月8日、2021年よりオリックスの打撃コーチに就任することが発表された。背番号は70。2022年からは外野守備・走塁コーチに配置転換された。2025年からは一軍・二軍の肩書が復活し、一軍外野守備走塁コーチに配置転換された。

## 選手としての特徴・人物
左投手に強く、パンチ力が魅力の外野手。アマチュア時代に50メートル走で6秒0を記録した俊足と強肩も武器である。ドラフト同期であり、同学年で同姓の松井雅人とのコンビは「W松井」と呼ばれた。
現役時代はチームメイトからイジられたり、ツッコミ役を買っていた。
ハスキーボイスの持ち主であり、松井自身もそれを売りにしている。
東京農大時代を振り返り、松井は「（同硬式野球部は）明るく楽しい雰囲気で、上下関係もあまりなく、洗濯も自分のものは自分でやっていた」と語っている。また、学生生活では経済学部生であったが、農業大学というだけあり、2週間ほど米農家に住み込みで実習に励んでいる。この時を振り返り、「（実習を通して）米ができるまでの過程を少しでも見られたことが良い経験になった」と語っている。

## 詳細情報

### 年度別打撃成績
| 年 度      | 球 団      | 試 合 | 打 席 | 打 数 | 得 点 | 安 打 | 二 塁 打 | 三 塁 打 | 本 塁 打 | 塁 打 | 打 点 | 盗 塁 | 盗 塁 死 | 犠 打 | 犠 飛 | 四 球 | 敬 遠 | 死 球 | 三 振 | 併 殺 打 | 打 率 | 出 塁 率 | 長 打 率 | O P S |
| ---------- | ---------- | ----- | ----- | ----- | ----- | ----- | -------- | -------- | -------- | ----- | ----- | ----- | -------- | ----- | ----- | ----- | ----- | ----- | ----- | -------- | ----- | -------- | -------- | ----- |
| 2010       | 中日       | 35    | 56    | 55    | 2     | 16    | 2        | 0        | 0        | 18    | 3     | 0     | 0        | 0     | 0     | 1     | 0     | 0     | 15    | 1        | .291  | .304     | .327     | .631  |
| 2011       | 中日       | 4     | 8     | 8     | 0     | 1     | 0        | 0        | 0        | 1     | 0     | 0     | 0        | 0     | 0     | 0     | 0     | 0     | 4     | 0        | .125  | .125     | .125     | .250  |
| 2012       | 中日       | 42    | 67    | 65    | 5     | 15    | 4        | 0        | 1        | 22    | 6     | 0     | 1        | 2     | 0     | 0     | 0     | 0     | 13    | 0        | .231  | .231     | .338     | .569  |
| 2013       | 中日       | 43    | 91    | 81    | 7     | 14    | 3        | 0        | 1        | 20    | 11    | 0     | 0        | 5     | 2     | 2     | 0     | 1     | 16    | 3        | .173  | .198     | .247     | .445  |
| 2014       | 中日       | 52    | 102   | 96    | 11    | 24    | 7        | 0        | 2        | 37    | 6     | 1     | 0        | 2     | 0     | 2     | 0     | 2     | 27    | 3        | .250  | .280     | .385     | .665  |
| 2015       | 中日       | 30    | 32    | 31    | 0     | 6     | 0        | 0        | 0        | 6     | 0     | 0     | 0        | 1     | 0     | 0     | 0     | 0     | 6     | 0        | .194  | .194     | .194     | .387  |
| 2016       | 中日       | 14    | 21    | 21    | 1     | 4     | 2        | 0        | 0        | 6     | 0     | 0     | 0        | 0     | 0     | 0     | 0     | 0     | 8     | 0        | .190  | .190     | .286     | .476  |
| 2017       | 中日       | 56    | 129   | 119   | 17    | 33    | 7        | 0        | 4        | 52    | 18    | 0     | 0        | 1     | 0     | 6     | 1     | 3     | 38    | 2        | .277  | .328     | .437     | .765  |
| 2018       | 中日       | 17    | 22    | 22    | 2     | 3     | 0        | 0        | 0        | 3     | 0     | 0     | 0        | 0     | 0     | 0     | 0     | 0     | 12    | 0        | .136  | .136     | .136     | .273  |
| 2019       | 中日       | 16    | 37    | 32    | 3     | 7     | 2        | 0        | 0        | 9     | 2     | 0     | 0        | 2     | 0     | 3     | 0     | 0     | 13    | 0        | .219  | .286     | .281     | .567  |
| 2019       | オリックス | 7     | 18    | 18    | 2     | 6     | 1        | 0        | 1        | 10    | 1     | 0     | 0        | 0     | 0     | 0     | 0     | 0     | 3     | 1        | .333  | .333     | .556     | .889  |
| '19計      | オリックス | 23    | 55    | 50    | 5     | 13    | 3        | 0        | 1        | 19    | 3     | 0     | 0        | 2     | 0     | 3     | 0     | 0     | 16    | 1        | .260  | .302     | .380     | .682  |
| 2020       | オリックス | 29    | 53    | 53    | 2     | 11    | 2        | 1        | 0        | 15    | 2     | 0     | 0        | 0     | 0     | 0     | 0     | 0     | 12    | 1        | .208  | .208     | .283     | .491  |
| 通算：11年 | 通算：11年 | 345   | 636   | 601   | 52    | 140   | 30       | 1        | 9        | 199   | 49    | 1     | 1        | 13    | 2     | 14    | 1     | 6     | 167   | 11       | .233  | .257     | .331     | .588  |

### 年度別守備成績
| 年 度 | 球 団      | 外野  | 外野  | 外野  | 外野  | 外野  | 外野     |
| 年 度 | 球 団      | 試 合 | 刺 殺 | 補 殺 | 失 策 | 併 殺 | 守 備 率 |
| ----- | ---------- | ----- | ----- | ----- | ----- | ----- | -------- |
| 2010  | 中日       | 14    | 16    | 0     | 0     | 0     | 1.000    |
| 2011  | 中日       | 3     | 2     | 0     | 0     | 0     | 1.000    |
| 2012  | 中日       | 32    | 30    | 1     | 0     | 0     | 1.000    |
| 2013  | 中日       | 21    | 26    | 2     | 1     | 0     | .966     |
| 2014  | 中日       | 34    | 44    | 1     | 0     | 0     | 1.000    |
| 2015  | 中日       | 22    | 19    | 1     | 1     | 0     | .952     |
| 2016  | 中日       | 8     | 9     | 0     | 0     | 0     | 1.000    |
| 2017  | 中日       | 33    | 63    | 0     | 1     | 0     | .984     |
| 2018  | 中日       | 4     | 2     | 0     | 0     | 0     | 1.000    |
| 2019  | 中日       | 13    | 18    | 0     | 0     | 0     | 1.000    |
| 2019  | オリックス | 6     | 8     | 1     | 0     | 0     | 1.000    |
| '19計 | オリックス | 19    | 26    | 1     | 0     | 0     | 1.000    |
| 2020  | オリックス | 20    | 12    | 0     | 0     | 0     | 1.000    |
| 通算  | 通算       | 210   | 249   | 6     | 3     | 0     | .988     |

### 記録
初記録
- 初出場：2010年3月26日、対広島東洋カープ1回戦（ナゴヤドーム）、8回裏に鈴木義広の代打で出場
- 初打席：同上、8回裏に前田健太から三邪飛
- 初安打：2010年3月27日、対広島東洋カープ2回戦（ナゴヤドーム）、7回裏に大島洋平の代打で出場、大島崇行から左前安打
- 初先発出場：2010年3月28日、対広島東洋カープ3回戦（ナゴヤドーム）、「1番・中堅手」で先発出場
- 初打点：2010年5月1日、対広島東洋カープ8回戦（MAZDA Zoom-Zoom スタジアム広島）、6回表に野本圭の代打で出場、ジョン・ベイルから左中間2点適時二塁打
- 初本塁打：2012年8月2日、対読売ジャイアンツ15回戦（東京ドーム）、3回表に杉内俊哉から左中間越ソロ

### 登場曲
- 「ベイビー・アイラブユー」TEE（2011年）
- 「守るべきもの」若旦那（2012年 - 2014年）
- 「R.Y.U.S.E.I.」三代目 J Soul Brothers from EXILE TRIBE（2015年）
- 「もっと強く抱きしめたなら」WANDS（2016年）
- 「ワタリドリ」[Alexandros]（2017年 - ）

### 背番号
- 56（2010年 - 2020年）
- 70（2021年[8] - ）